# Kristian Aasvold
Kristian Aasvold, né le 30 mai 1995 à Snåsa, est un coureur cycliste norvégien. Il évolue au sein de l'équipe Human Powered Health en 2022 et 2023 avant de prendre sa retraite sportive et de quitter le peloton professionnel à 28 ans.

## Palmarès et résultats

### Palmarès par année
- 2018
  - Norgescup
  - 3e et 4e étapes du Tour te Fjells
  - 3e du championnat de Norvège sur route
  - 3e du Tour te Fjells
- 2019
  - 2e du Lillehammer GP
- 2020
  - 2e de Gylne Gutuer
- 2021
  - Tour te Fjells
  - Grand Prix Paul Borremans
  - 3e du championnat de Norvège sur route

### Classements mondiaux
| Année                                 | 2016  | 2017  | 2018 | 2019  | 2020 | 2021 | 2022 | 2023  |
| ------------------------------------- | ----- | ----- | ---- | ----- | ---- | ---- | ---- | ----- |
| Classement mondial                    | 2527e | 2514e | 501e | 1008e | 511e | 278e | nc   | 2051e |
| UCI Europe Tour                       | 1686e | 1630e | 286e | 724e  | 419e | 235e | nc   | nc    |
|                                       |       |       |      |       |      |      |      |       |
| Légende : nc = non classéSource : UCI |       |       |      |       |      |      |      |       |